# Radio Silence (Boris Grebenščikov)
Radio Silence è un album di Boris Grebenščikov (semplificato in "Grebenshikov" sulla copertina), leader del gruppo rock sovietico e russo Akvarium. L'album è stato registrato tra il 1988 e 1989 negli Stati Uniti, nel Regno Unito e in Canada, principalmente con musicisti occidentali, ed è stato prodotto da David A. Stewart degli Eurythmics. Fu considerato il primo contratto di un musicista rock sovietico con un'etichetta occidentale.
Inizialmente era previsto che l'album contenesse metà delle canzoni in russo e metà in inglese, ma nell'album finale ci sono solo due canzoni russe sul lato B.

## Storia
Nel 1987, i produttori statunitensi Marina Albi e Kenny Shaffer notarono Grebenščikov e lo aiutarono a ottenere un visto per gli Stati Uniti, dove avrebbe firmato un contratto con la CBS per la registrazione di otto album. Il primo fu Radio Silence, realizzato nel 1988 e distribuito nel 1989.  Il processo  creativo è stato documentato nel film del 1989 The Long Way Home di Michael Apted.
(Boris Grebenščikov nel 1997)

## Tracce
Testi e musiche di Boris Grebenščikov, eccetto dove indicato diversamente.
1. Radio Silence – 3:54
2. The Postcard – 4:29
3. The Wind – 4:36
4. The Time – 4:23
5. Winter – 3:13
6. That Voice Again – 5:42
7. Молодые Львы (The Young Lions) – 3:37
8. Fields of My Love – 3:58
9. Death of King Arthur – 2:43 (testo: Sir Thomas Malory – musica: Boris Grebenščikov)
10. Real Slow Today – 4:38
11. Mother – 3:53
12. Китай (China) – 1:47 (testo: Nikolaj Gumilëv – musica: Aleksandr Vertinskij)

Durata totale: 46:53

## Formazione
- Boris Grebenščikov – voce, chitarra
- David A. Stewart – chitarra
- Olle Romo – batteria, synclavier
- Patrick Seymour – tastiere
- Saša Titov, Chucho Merchan – basso
- Michael Kamen – oboe
- Darryl Way – violino
- Ray Cooper – percussioni
- Dave Plews – tromba
- Annie Lennox, Siobhan Stewart, Billy MacKenzie, John Stewart, Harry Dean Stanton, Seva Gakkel', Charlie Wilson, Chrissie Hynde, Joniece Jamison – voce

## Classifiche
| Classifica (1989)             | Posizione massima |
| ----------------------------- | ----------------- |
| Stati Uniti ( Billboard 200 ) | 198               |